# 손숙미
손숙미(孫淑美, 1954년 9월 10일 ~ )는 대한민국의 가톨릭대학교 식품영양학과 교수이다.

## 생애
하청초등학교, 경남여자중학교, 경남여자고등학교를 졸업하고, 서울대학교 식품영양학과를 거쳐, 동대학원의 석사와 미국 노스캐롤라이나 대학교에서 박사 학위를 취득하였다. 2006년 7월 한나라당의 비례대표로 제7대 경기도의회 의원으로 재임하였고, 2008년 대한민국 제18대 국회의원 선거에서 한나라당 소속 비례대표 15번으로 초선 국회의원이 되었다. 2012년 대한민국 제19대 국회의원 선거에서는 부천시 원미구 을에 공천을 받아 출마했으나 2위로 낙선하였다.

## 출신학교
- 하청초등학교
- 경남여자중학교
- 경남여자고등학교
- 서울대학교 식품영양학과

## 경력
- 1989년 ~ 1995년: 성심여자대학교 식품영양학과 조교수
- 1995년 ~ 2008년: 가톨릭대학교 식품영양학과 부교수, 교수
- 2006년 7월: 제7대 경기도의회 의원(한나라당 비례대표)
- 2008년: 대한영양사협회 회장
- 2008년 5월 ~ 2012년 5월: 제18대 국회의원(한나라당 비례대표)[1]
- 2008년: 국회 언론발전연구회 위원
- 2008년: 국회 빈곤퇴치연구포럼 연구책임위원
- 2008년: 국회 보건의료포럼 위원
- 2008년: 국회 저출산고령화특별위원회 위원
- 2008년: 한나라당 식품안전특별위원회 위원
- 2008년: 제18대 국회 보건복지위원회 위원
- 2009년: 한나라당 빈곤없는 나라만들기 특별위원회 위원
- 2009년: 한나라당 신종플루특별위원회 위원
- 2009년: 한나라당 제5정책조정위원회 부위원장
- 2010년: 한나라당 인재영입위원회 위원
- 2010년: 전국동시지방선거 한나라당 경남선거대책위원회 여성공동위원장
- 2010년: 전국동시지방선거 한나라당 김문수 경기도지사 후보 대변인
- 2010년: 한나라당 저출산 원내대책특별위원회 간사
- 2010년: 제18대 국회 여성가족위원회 위원
- 2010년: 제18대 국회운영위원회 위원
- 2010년: 한나라당 원내부대표
- 2010년: 한국결핵퇴치운동본부 협력위원회 위원장
- 2011년: 국회 연금제도개선특별위원회 위원
- 2011년: 한나라당 정책위원회 일자리창출TF 팀장
- 2011년: 한나라당 정책위원회 어린이먹을거리안전TF 팀장
- 2011년: 한나라당 4.27 재보궐선거 공천심사위원회 위원
- 2011년 6월: 한나라당 7.4전당대회 선거관리위원회 위원
- 2012년 5월 ~ 2016년 3월: 새누리당 당원협의회 운영위원장(경기 부천시 원미구 을)
- 2012년: 새누리당 제18대 대통령후보경선 선거관리위원회 부위원장
- 2012년: 제18대 박근혜 대통령 후보 중앙선거대책위원회 국민건강실천특별본부본부장
- 2013년 ~ 2016년: 인구보건복지협회 회장
- 2014년: 대한지역사회영양학회 회장
- 2017년 1월 ~ : 한반도선진화재단 이사
- 한반도선진화재단 선진여성위원회 위원장

## 수상
- 2010년: 국정감사 우수 국회의원
- 2011년: 대한민국 헌정우수상
- 2011년: 국정감사 우수 국회의원
- 2011년: 자랑스러운 국회의원상
- 2011년: 국정감사 친환경베스트의원

## 의원 모임
손숙미 의원이 속한 국회 내 연구 포험과 의원 친목 모임은 다음과 같다.

### 연구 포럼
- 국회보건의료포럼
- 빈곤퇴치연구포럼
- 언론발전연구회

### 의원모임 소속
- 함께내일로
- 비례친목모임

## 입법활동
- 손숙미 의원은 한나라당 이명규 수석부대표가 대표발의했다가 2011년 8월 12일 철회신청한 영리병원법안을 일부 수정해 2011년 8월 16일 다시 국회에 대표발의하였다. 수정된 주요내용을 보면 경제자유구역내 외국 영리병원의 내국인 환자비율을 50% 미만으로 제한토록 했다[3].

## 역대 선거 결과
|  | 58.89% |

|  | 37.48% |

|  | 43.98% |